# JIM
JIM is een voormalige Vlaamse muziek- en jongerenzender van Medialaan, die in 2001 werd opgericht als JIMtv. De zender stopte met uitzenden op 16 december 2015.

## Geschiedenis

Logo van 2 april 2001 tot en met 10 oktober 2010

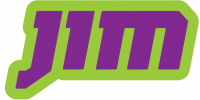
Logo van 11 oktober 2010 tot en met 6 oktober 2014

Aan de wieg van JIMtv stonden Jo Nachtergaele, Michael Dujardin, Peter Hoogland, Frank Molnar, Serge Jespers en Inge Tossyn. Zij waren verantwoordelijk voor de invulling, de zenderlook en de positionering van JIMtv. De eerste uitzending op 2 april 2001 startte met God Is A DJ van Faithless gevolgd door een kennismakingsprogramma waarin alle mensen achter en voor de schermen zich kwamen voorstellen. Op 2 april 2006 vierde JIM zijn 5de verjaardag.
Oorspronkelijk stond de lettercombinatie 'JIM' voor "Jong, Interactief en Meer". Het achtervoegsel 'tv' werd weggelaten, omdat de VMMa (sinds 2014 "Medialaan" geheten) eerst ook nog een radiozender wilde oprichten met de naam JIMfm waarbij voortgebouwd werd op het succesvolle TOPradio, ondertussen in handen van VMMa. De plannen werden in mei 2003 definitief opgeborgen. In november 2001 lanceerde de VMMa wel radiozender: Q-music.
Op 15 september 2015 maakte Medialaan bekend dat JIM zijn uitzendingen op 16 december 2015 zou staken. Het vrijgekomen kanaal werd vanaf 18 december 2015 ingevuld door een nieuwe kinderzender Kadet, die zich voornamelijk richt op jongens tussen 8 en 12 jaar.

## Vj's
De presentatoren van het begin, waaronder Thomas Vanderveken (nu VRT), Nathalie-Jane Krits, Tess Goossens, Frank Molnar, Tania Prinsier, Anneke De Keersmaeker en Ilse Liebens waren al niet meer op JIM te zien. In 2007 verdwenen ook Ben Roelants (nu VRT), Frederick Luyten, Pim Symoens, Anneleen Liégeois en Jan Van den Bossche bij de zender. In 2013 ging ook Jelle van Dael weg om voor JUST te gaan werken. Eline De Munck verliet de zender op 25 juni 2015. Sean D'Hondt kondigde op 17 augustus 2015 z'n afscheid van de zender aan. Hij gaat nu werken voor Q-music. Kevin Janssens, Dimitri Vantomme en Gaëlle Garcia Diaz werken intussen al lang niet meer voor de zender.
Anno 2015 waren Niko Van Driessche, Britt Valkenborghs, Vincent Banić, Elisa Guarraci en Jolien De Greef de vj's van dienst.

## Programma's
- Sean Late Night
- FUZZ!
- Gamepower
- Moviesnackx
- Top 40 Hitlist
- Dance Hitlist
- Top 40 Hitlist: Selection
- Daily 10
- JIMkotLIVE
- Models (reality)
- The Big Live
- The Bro Trip
- Going Out
- 2 Hollywood

### Andere programma's
- Rap and Rb
  - 411
  - Steam!
- Pop
  - Pop & Showbizznews
  - JIMlist 40
- Rock
  - Humo's Top 20
  - Bandslam
- Dance
  - Going Out
  - ID&T Dance Chart
  - Steam!
- Live
  - Live request
- Anime
  - Death Note
  - Bleach
- Divers
  - Gerrit Live
  - the wok
  - weekend reqeust
  - Pop & Showbizz News
  - The Marquee
  - Alive.Style
  - The Big Live
  - The Bro trip
  - Gamepower
  - Hitbox
  - America's Next Top Model
  - The Girls of the Playboy Mansion
  - Moviesnackx
  - Shockproof
  - 101 Most Shocking Moments in Entertainment
  - Bikini Destinations
  - The Princess of Malibu
  - The Simple Life
  - We Like To Party
  - The Dudesons
  - Brainiac: Science Abuse
  - Brainiac: History Abuse
  - Regi's World
  - Cityhoppin'
  - Uninvited
  - Led Lenser Touareg Trail
  - Rock That Job
  - Festivalitis
  - Sexy Summer
  - Regi's World
  - Family Guy
  - NYC Prep
  - Cuckoo Tales

## Jimmies
Sinds 2012 reikte JIM jaarlijks in februari zijn eigen speelse prijzen uit, De Jimmies (officieel JIM awards), in uiteenlopende muzikale en andere mediatieke categorieën:
- beste film, uitschuiver van het jaar, persoon van het jaar, beste game
- de muzikale telkens in nationale en internationale versies: beste groep, beste nieuwkomer, beste clip, beste zanger, beste zangeres.

## Livestream
Sinds het logo van JIM en het volledige programma-aanbod werd gewijzigd op 11 oktober 2010, kon men ook via de website live naar JIM kijken.

## Tijdlijn
Geschiedenis van de Vlaamse televisie